# Oblast autonome d'Ossétie du Sud

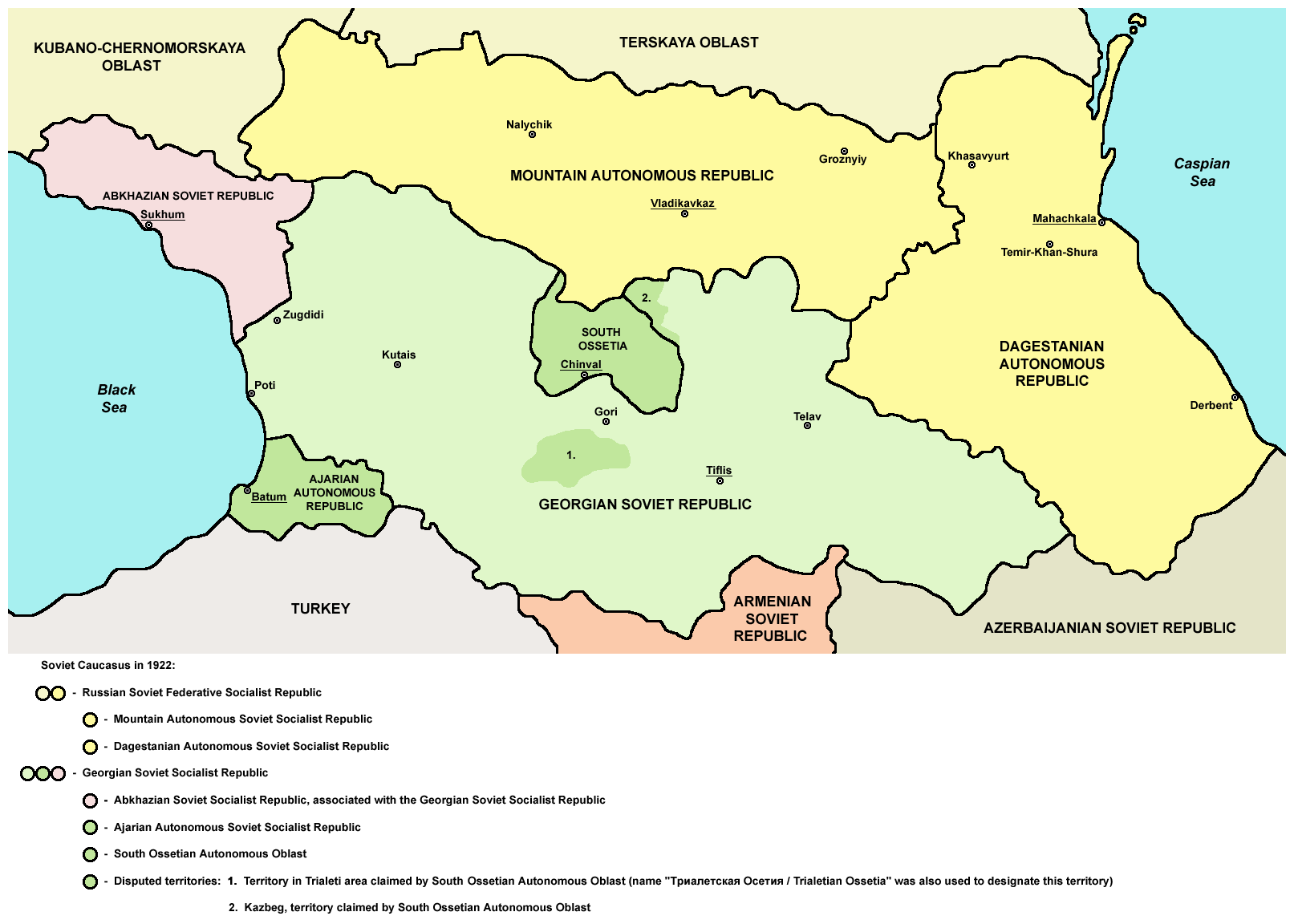

L'oblast autonome d'Ossétie du Sud (en géorgien სამხრეთ ოსეთის ავტონომიური ოლქი) était un oblast autonome de l'Union soviétique créé au sein de la RSS de Géorgie le 20 avril 1922. 

## Géographie
Il était entouré par la RSFS de Russie (Ossétie du Nord) au nord et par des régions de RSS de Géorgie,
- à l'ouest Mtskheta-Mtianeti,
- au sud Kartlie intérieure,
- à l'est Iméréthie, ainsi que Ratcha-Letchkhoumie et Basse Svanétie.

Son autonomie a été révoquée le 10 décembre 1990 par le Soviet suprême de la RSS de Géorgie. Deux conflits ont ensuite éclaté entre les forces ossètes et géorgiennes, de janvier 1991 à juin 1992, et en août 2008, avec intervention de l'armée russe.
Actuellement, son territoire constitue de fait la république d'Ossétie du Sud-Alanie,

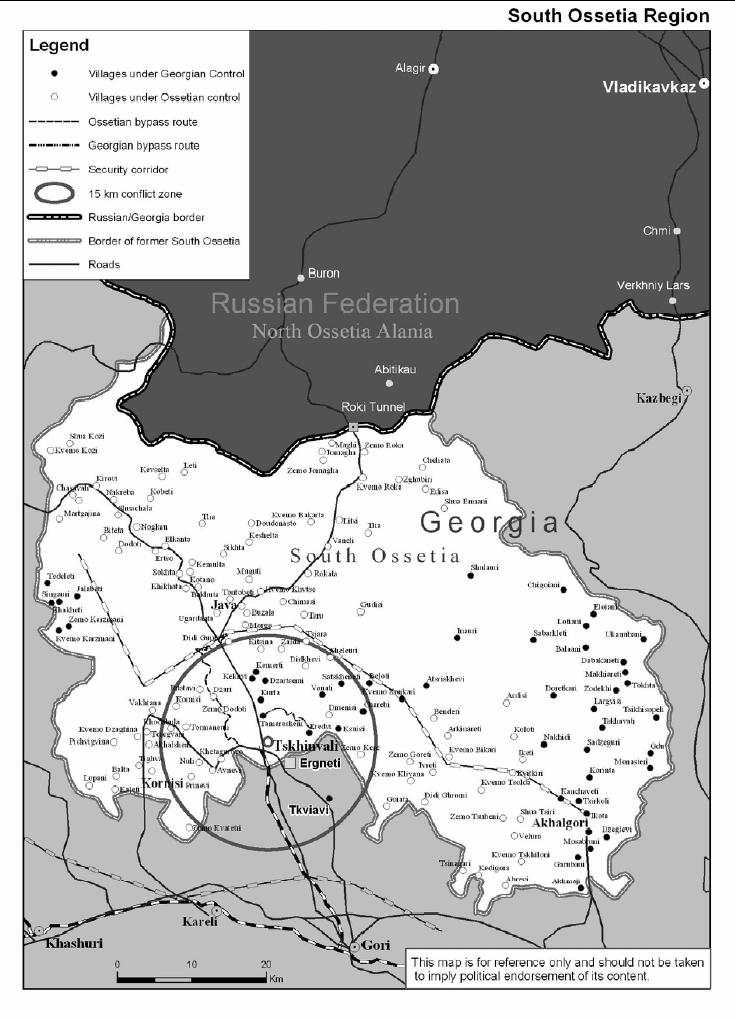
Ossétie du Sud: carte détaillée

,